# Torald Rein
Torald Rein (* 22. Oktober 1968 in Wernigerode) ist ein ehemaliger deutscher Skilangläufer.

## Werdegang
Rein nahm bis 2001 an Wettbewerben der Fédération Internationale de Ski teil. Bei den nordischen Skiweltmeisterschaften 1989 in Lahti belegte er den sechsten Platz mit der Staffel. Im Februar 1989 gewann er bei den DDR-Skimeisterschaften mit der Staffel. Sein erstes Weltcuprennen lief er im Dezember 1991 in Silver Star, welches er auf dem 45. Platz über 10 km klassisch beendete. Seine besten Platzierungen bei den Olympischen Winterspielen 1992 in Albertville waren der 21. Rang im 25-km-Verfolgungsrennen und der sechste Platz mit der Staffel. Bei den nordischen Skiweltmeisterschaften 1993 in Falun errang er den 38. Platz über 10 km klassisch und den 32. Rang im 25-km-Verfolgungsrennen. 1993 und 1995 wurde er Deutscher Meister über 30 km Freistil. Bei den Olympischen Winterspielen 1994 in Lillehammer errang er den 32. Rang über 10 km klassisch. Zusammen mit Jochen Behle, Peter Schlickenrieder und Johann Mühlegg erreichte er den vierten Rang mit der Staffel. Im März 1995 belegte er bei den nordischen Skiweltmeisterschaften 1995 in Thunder Bay den 50. Platz über 30 km klassisch. Bei den Olympischen Winterspielen 1998 in Nagano erreichte er den 57. Platz über 30 km klassisch. Bei den nordischen Skiweltmeisterschaften 1999 in Ramsau am Dachstein kam er auf den 40. Platz über 50 km klassisch.